# Geotrichum klebahnii
Geotrichum klebahnii är en svampart som först beskrevs av Stautz, och fick sitt nu gällande namn av Morenz 1960. Geotrichum klebahnii ingår i släktet Geotrichum och familjen Dipodascaceae.   Inga underarter finns listade i Catalogue of Life.